# Melphidippa willemiana
Melphidippa willemiana is een vlokreeftensoort uit de familie van de Melphidippidae. De wetenschappelijke naam van de soort is voor het eerst geldig gepubliceerd in 2006 door d'Udekem d'Acoz.